# Schlacht bei Ács
Pákozd –
Schwechat –
Kaschau –
Mór –
Hermannstadt –
Vízakna (Salzburg) –
Piski –
Mediasch –
Kápolna –
Hatvan –
Tápió Bicske –
Isaszeg –
Waitzen I –
Nagy-Salló –
Komorn I –
Mocsa –
Kács –
Pered –
Raab –
 Ács (Komorn II) –
Komorn III –
Hegyes –
Waitzen II –
Tura –
Segesvár –
Debreczin –
Szőreg –
Temesvár
Arad –
Deva –
Esseg –
Karlsburg –
Komorn IV –
Leopoldov –
Ofen –
Peterwardein –
Temesvár

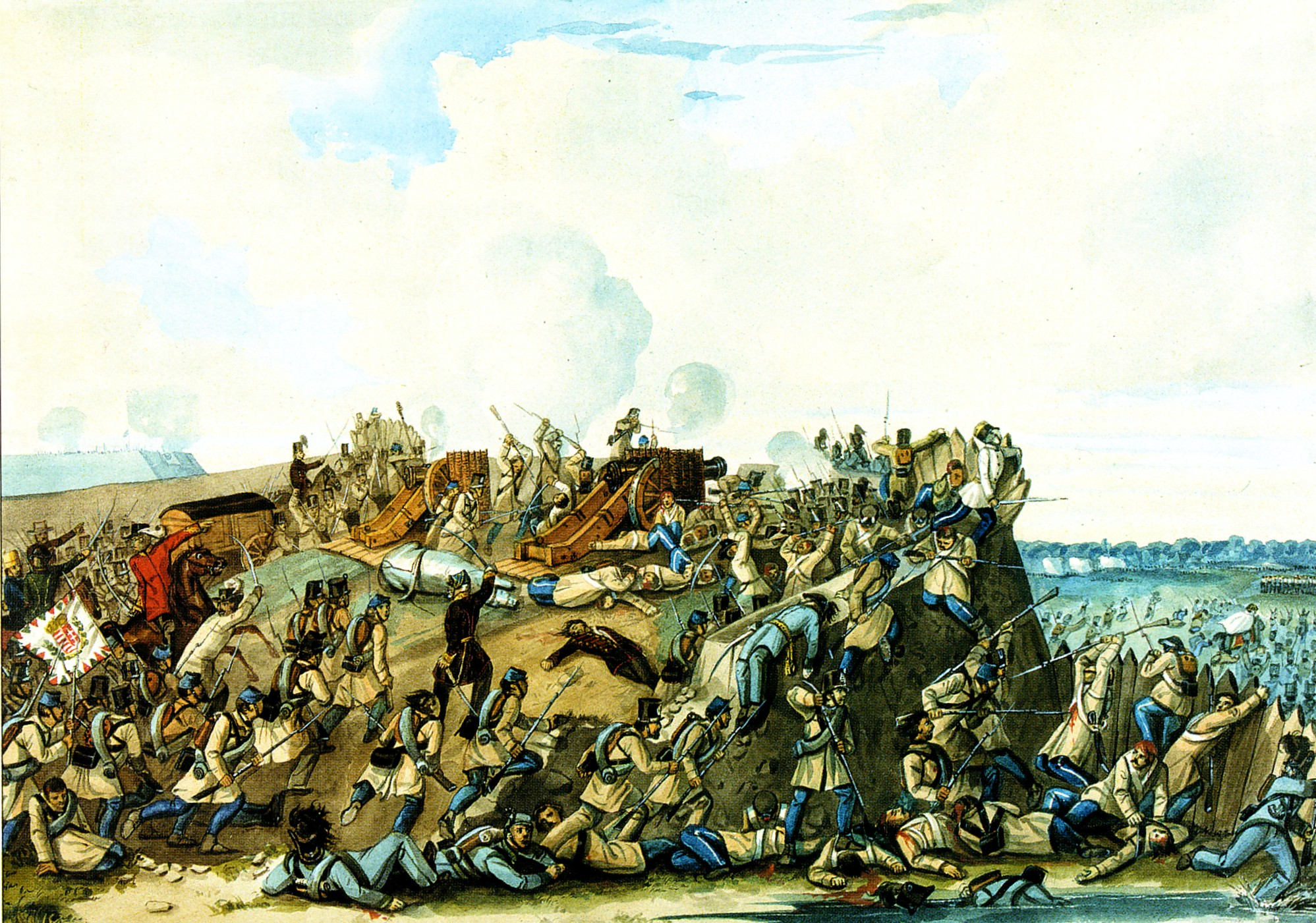
Schlacht bei Komorn

Die Zweite Schlacht bei Komorn, auch als Schlacht von Ács bekannt, war eine Schlacht des ungarischen Unabhängigkeitskriegs und wurde am 2. Juli südlich der Donau ausgetragen. Der kaiserliche Oberbefehlshaber Haynau und General Schlick griffen an diesem Tag gemeinsam mit der russischen Division Panjutin gegen Ács an. Um 5 Uhr morgens begann der österreichische Angriff, der rechte Flügel des ungarischen Flügels und die Mitte wurden von General Görgey befehligt. Der linke Flügel wurde von General Klapka geführt. Gegenüber von Mocsa nahm die Reiterei des Korps unter Leiningen-Westerburg den Kampf auf, doch die Husaren mussten sich nach ersten Erfolgen bei Puszta Harkaly zurückziehen. Nachdem Görgey durch Verwundung abging und der Befehlshaber Klapka der Übermacht nicht standhalten konnte, zog er seine Truppen aus O-Szőny in die Ausgangsstellung zurück.

## Vorgeschichte
Am 29. Juni wurde in Pest eine von Lajos Kossuth geführte Konferenz zur militärischen Lage abgehalten. Der Verlust der Festung Raab, welche am Vortag vom 7. Korps unter General Pöltenberg gegenüber der österreichischen Hauptmacht aufgegeben werden musste, sowie der russische Einmarsch in Siebenbürgen und Nordost-Ungarn brachte die Stimmung auf einen Tiefpunkt. Kossuth wollte alle noch im Lande verstreuten Heeresgruppen, im Raum Szegedin zu einer einzigen starken Armee vereinen, welche stark genug wäre, der kaiserlichen Hauptarmee unter FZM Haynau entgegenzutreten. Dieser Plan scheiterte aber am Verhalten der Donau-Armee. Der mit Kossuth in Konflikt stehende General Görgey hatte bereits erklärt, dass er zur Regierung kein Vertrauen mehr besitze. Kossuth forderte Görgey aber im Interesse der Freiheit Ungarns auf seine Donau-Armee aus den Raum der Festung Komorn nach Debreczin zurückzuziehen und die Vereinigung mit der Armee des General Bem herzustellen. Anstatt einer schriftlichen Ordre, sandte er eine Deputation unter Csanyi, General Aulich und FML Kiss nach Komorn, wo sie am 30. Juni Görgeys Zusage erreichten, den Wunsch der Regierung auch zu erfüllen. Der folgende Tag, der 1. Juli wurde ein trüber regnerischer Tag, Görgeys Stimmung wurde mürrisch, er schwankte, ob er sich von der Regierung lossagen, oder ob er sich von ihr absetzen lassen sollte. Am gleichen Tag hatte Kossuth bereits seine Enthebung beschlossen, General Lázár Mészáros solle die Führung der Donau-Armee übernehmen. Ohne von den Ungarn rechtzeitig bemerkt zu werden, schloss derweil die kaiserliche Armee die Festung Komorn von drei Seiten ab, dass der Donau-Armee der direkte Weg nach Pest verlegt war.

## Aufmarsch

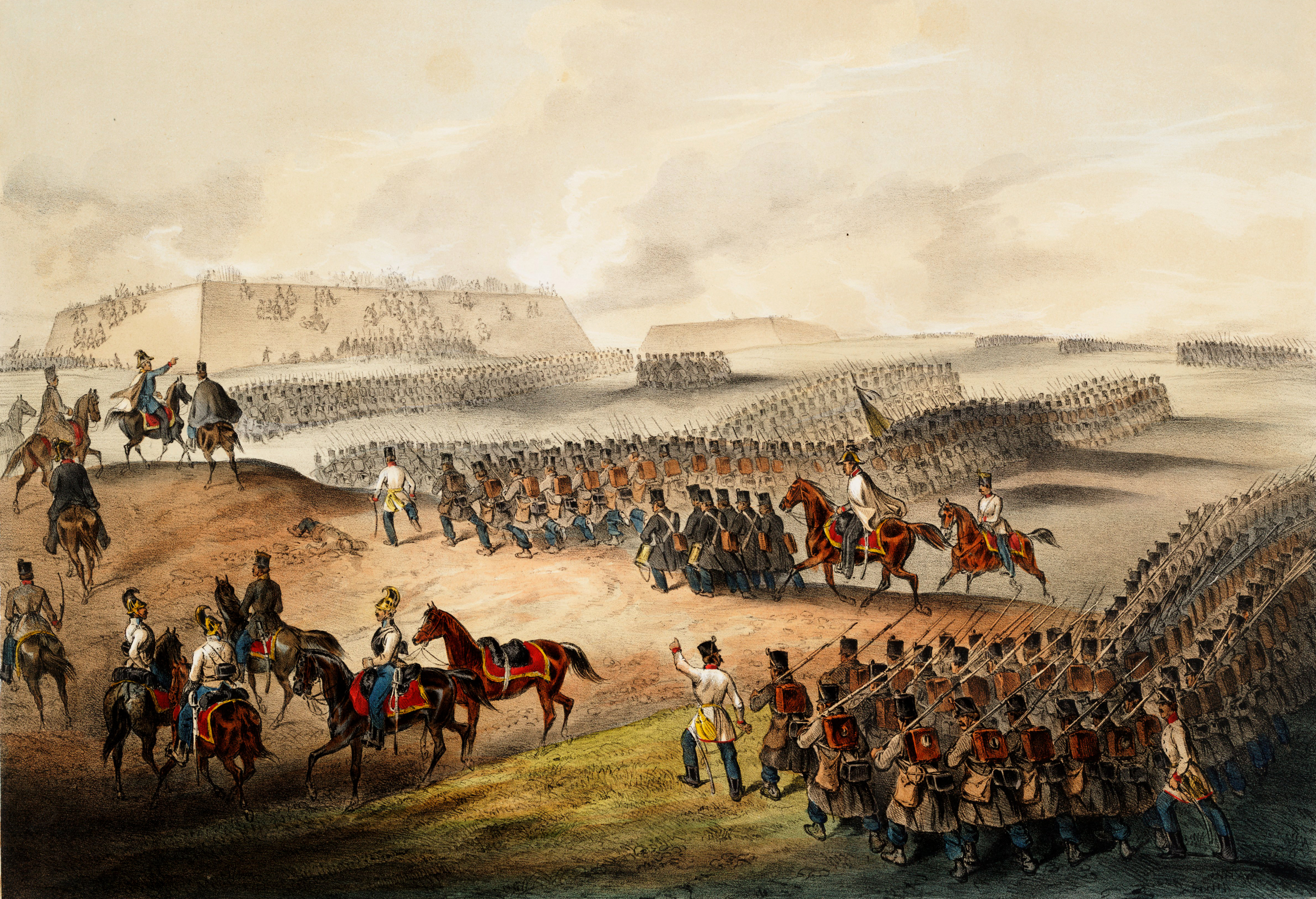
Aufmarsch bei Komorn

Ab 30. Juni sammelte Görgey seine gesamte Armee mit 51.000 Mann (davon 10.200 Reiter) und 196 Geschützen in und vor der Festung Komorn. Im südlichen Vorfeld bildeten zehn Forts das sogenannte „verschanzte Lager“. Vier Bataillone des 8. Korps (General Klapka) verteidigten drei Werke am Sandberg, das 7. Korps (11. 500 Mann unter General Pöltenberg) und das 3. Korps (9200 Mann unter General Leiningen-Westerburg) besetzten sieben weitere Forts und die Brückenschanze. Das 2. Korps (9750 Mann unter General Kaszonyi) lag in der Stadt Komorn als Reserve bereit, während das 1. Korps (General Nagy-Sandor) am 1. Juli von Neuhäusel her in der Festung einlangte.

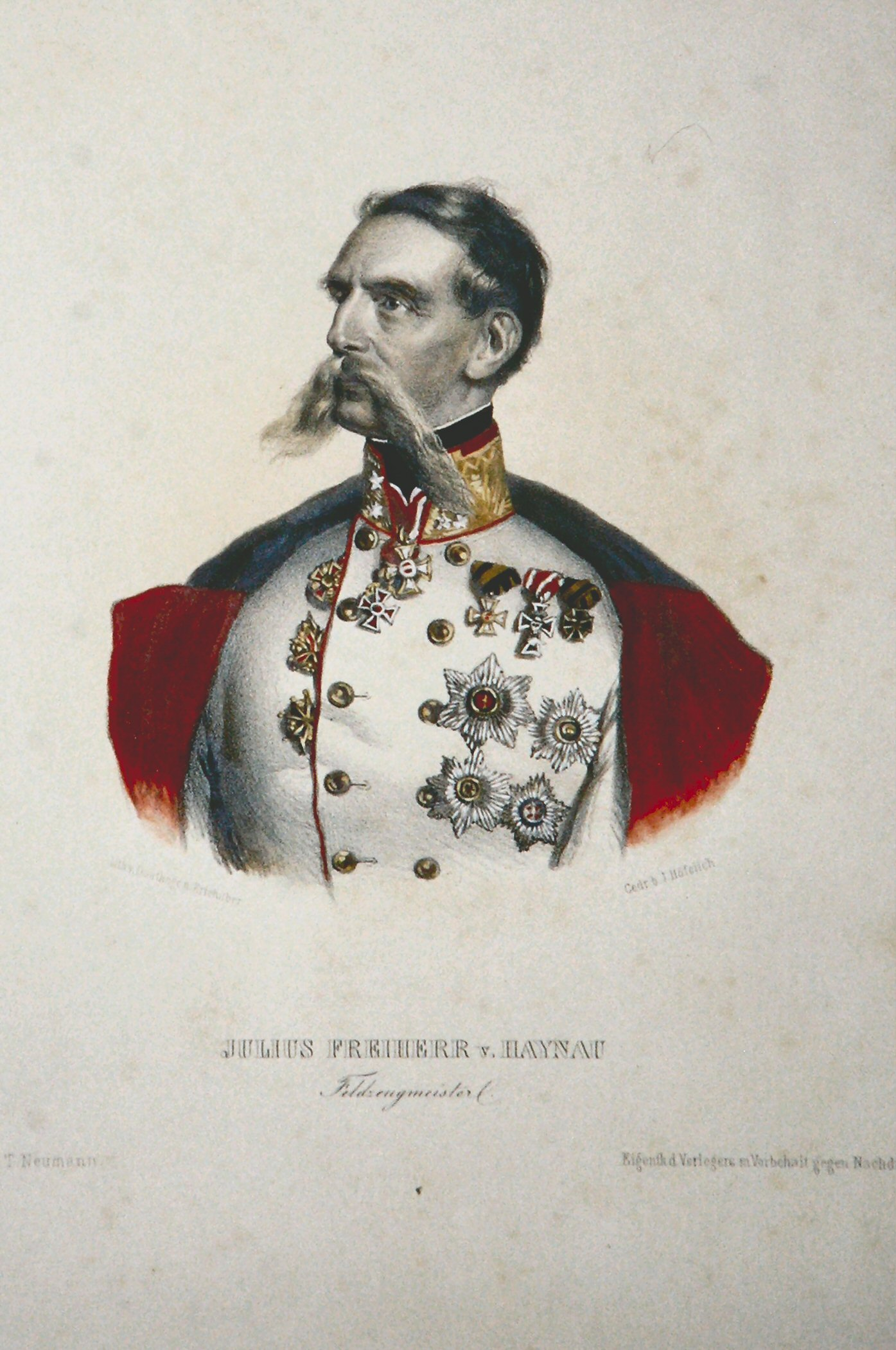
Feldzeugmeister Julius von Haynau

Die Österreicher unter Haynau versammelten um Komorn etwa 64.000 Mann (davon 9600 Reiter) und 288 Kanonen. Das II. Korps (12.900 Mann und 42 Kanonen unter Csorich) rückte von der Großen Schütt heran, die Division Colloredo bildete mit den Brigaden Liebler und Barco zwischen Aranyos und Köszegfalva eine Defensiv-Stellung, links an die Waag und rechts an die Donau gelehnt. Am 2. Juli morgens rückte in der Mitte das IV. Korps (14.800 Mann mit 54 Kanonen unter Wohlgemuth) gegen Puszta Harkaly vor. Im ersten Treffen die Division Lobkowitz, dahinter die Division Herzinger. Die rechte Flanke bis nach Csép deckte die Kavallerie-Division des Generalmajor Bechtold (4800 Mann und 12 Kanonen). Dahinter zur Südfront auf Igmand vorgehend, folgte vorerst als Reserve die russische Division Panjutin (13.100 Mann und 48 Kanonen). Am linken Flügel ging das I. Korps (19.200 Mann und 54 Kanonen unter Schlick) von Ács auf Lovad gegen die ungarischen Stellungen am Sandberg vor. Im Süden wurde das III. Korps (12.800 Mann und 48 Kanonen unter FML Moltke) bei Igmand erwartet, kam aber im Kampf des 2. Juli nicht mehr in den Kampf.

## Die Schlacht

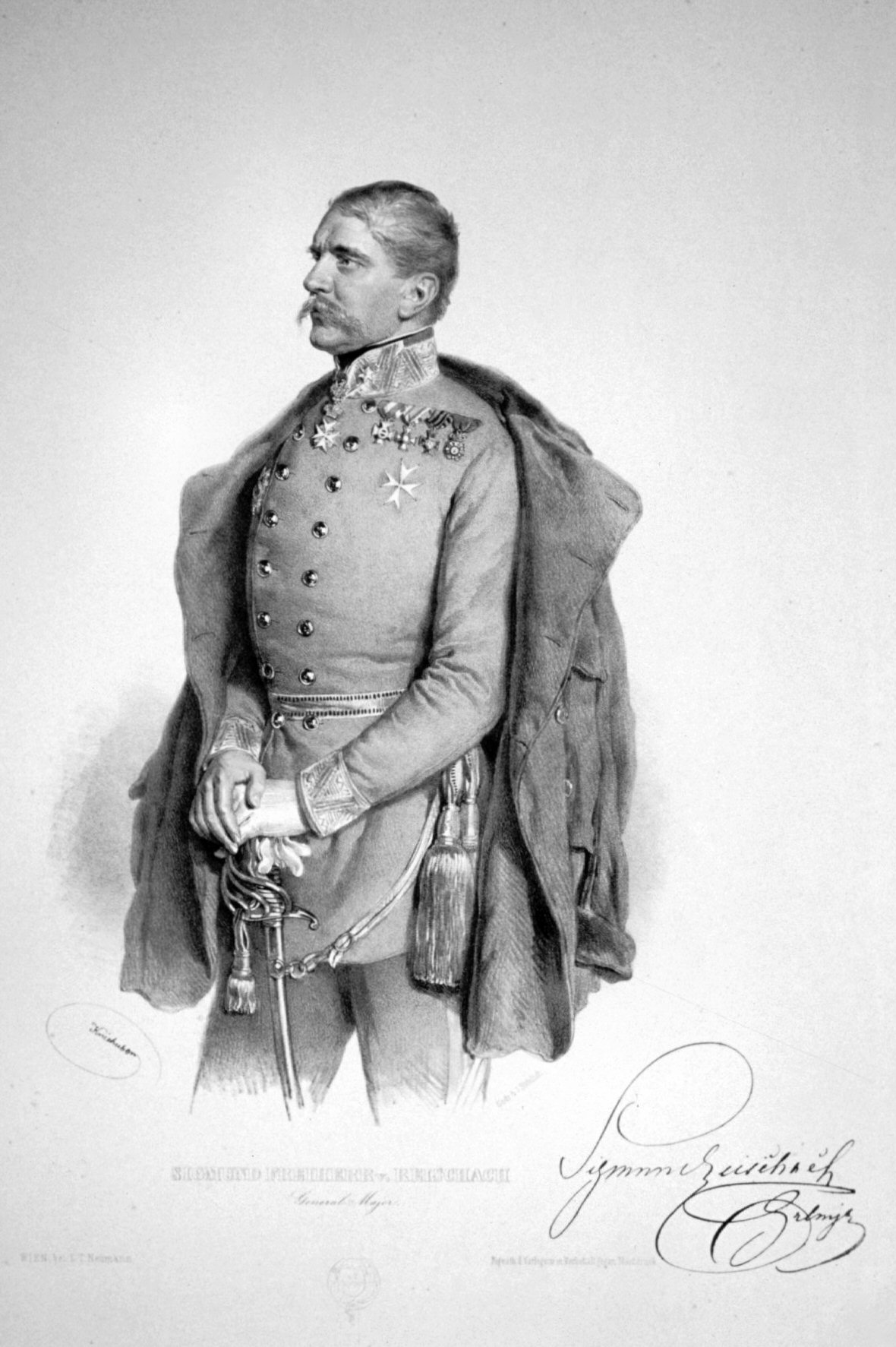
Sigmund von Reischach

Am 2. Juli beschloss Haynau, die gegnerischen Stellungen von Komorn gegen seine ursprüngliche Absicht anzugreifen und den Ungarn einen entscheidenden Schlag zu versetzen, der die Verbindungslinien von Komorn nach Buda abschneiden sollte.
Das österreichische I. Korps (General Schlick) startete am linken Flügel entlang der Donau vorgehend früh am Morgen entgegen den Befehlen Haynaus den Angriff: Zur Rechten durchschritt die Vorhut-Brigade Sartori den Acser-Wald und säuberte darauf den Megyfa-Wald von leichten ungarischen Plänklern. Die links angesetzte Brigade unter Generalmajor Reischach eröffnete den Kampf, der bald zu regelrechten Schlacht anwuchs.
Nach 8 Uhr morgens wurde auch das IV. Korps östlich von Puszta Harkaly am nordöstlichen Rand des Acser- und Megyfa Waldes in den Kampf eingeführt. 
Auf dem rechten Flügel zwischen dem Acser-Wald und der Ebene wurde die Kavallerie vorgeschoben. Zu seiner Rechten befand sich die Kavalleriedivision Bechtold, während die russische Division Panjutin dem Hochland als Reserve zugewiesen wurde. Husaren des ungarischen 3. Korps brachen aus Ó-Szőny vor. General Leiningen-Westerburg, Befehlshaber des ungarischen 3. Korps am linken Flügel, befahl die Kavallerie unter Oberst Pikéthy anzugreifen. Sobald die Truppen des kaiserlichen IV. Korps und die Vorhut der Kavallerie-Division Bechtold vor Puszta Herkály erreicht hatten, mussten sie die Linie zwischen Ács und Uj-Szőny wieder dem Gegenangriff der ungarischen Kavallerie überlassen. Während die Brigade Schneider des I. Korps auf der Anhöhe von Acs als Reserve stehen blieb, wurden vor Ó-Szőny die Husaren durch die Bechtold unterstellte Reiterbrigade Simbschen zurückgeworfen. Mit Ausnahme der in Kis-Bér zurückgelassenen Brigade Gerstner wurden weitere Verstärkungen vorgezogen. Mit diesen erneuerte Oberst Pikéthy seinen Angriff gegen die kaiserliche Reiterei unter Oberst Mensdorff (Kaiser-Regiment und Liechtenstein Chevaulegers). Die zweite Attacke der Husaren endete noch schlimmer als die erste, während ihre Angriffe abgeschlagen wurden, fielen zu weit vorgegangene Reiter in die Hände des Gegners. Die Brigade Benedek konnte als Vorhut des IV. Korps ihr Vorgehen auf die Anhöhe östlich von Harkaly beenden. Weitere ungarische Husaren, die Pöltenberg nach Harkaly vorgesandt hatte, wurden durch die schwere Kavallerie-Brigade Lederer und die Division Panjutin zurückgeschlagen. Die Husaren des ungarischen 7. Korps zogen sich in die Wälder zurück, unterdessen stürmten Benedeks Truppen den Ort O-Szöny, während die Brigade Simbschen westlich der Weinberge vordrang.

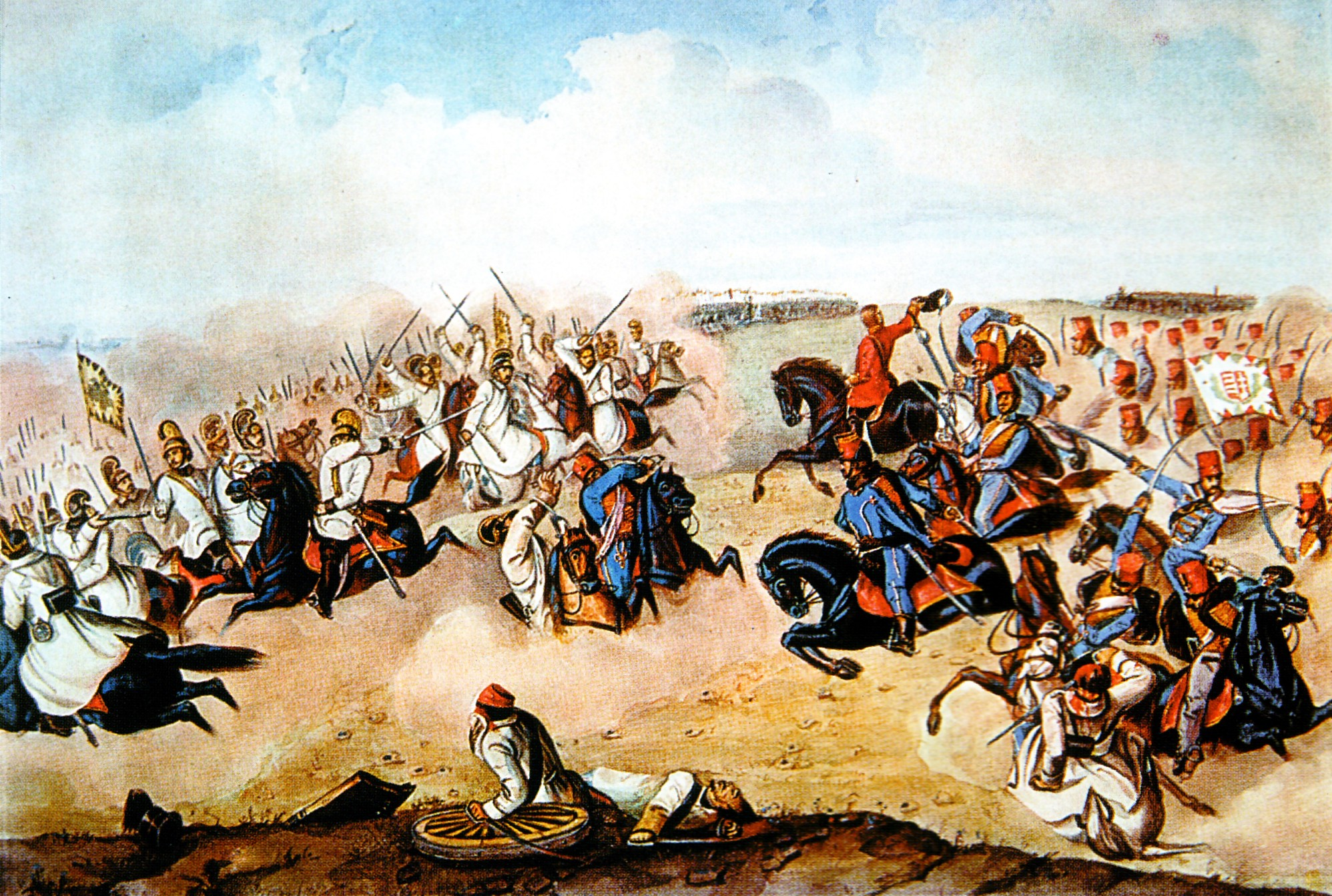
Reitergefecht bei Ács

Ernö Pöltenberg setzte dann einen Gegenangriff gegen die isolierte Avantgarde von Schlick an, wobei auch die Brigade Janik beim Megyfa-Wald angegriffen wurde. Die Division Panjutin sicherte noch auf dem Höhen um Puszta Csém, während dem I. Korps des General Schlick befohlen wurde, den Wald und den Ort Ács zu besetzen. Der ungarische Gegenangriff kam aber vor allem entlang der Donau zum Stehen, wo Generalmajor Reischach die Abwehr mit Entschlossenheit führte. Die wieder vorwärts gehenden kaiserlichen Truppen nahmen Fort Monostori ohne Widerstand. Dem Erfolg von Reischach nutzend, waren auch die Brigaden Sartori und Bianchi wieder auf gleicher Höhe vorgezogen.

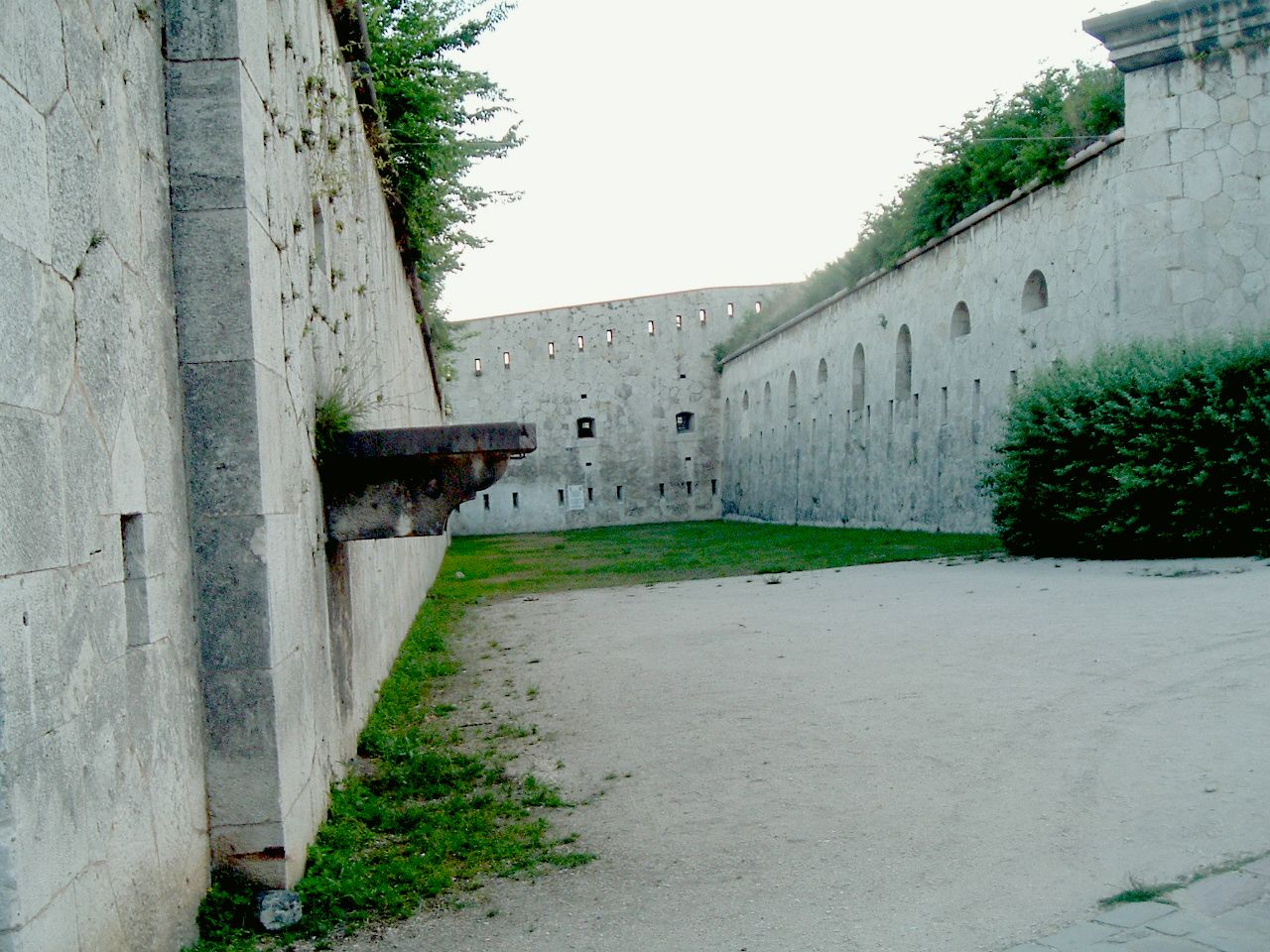
Festung Monostori in Komorn

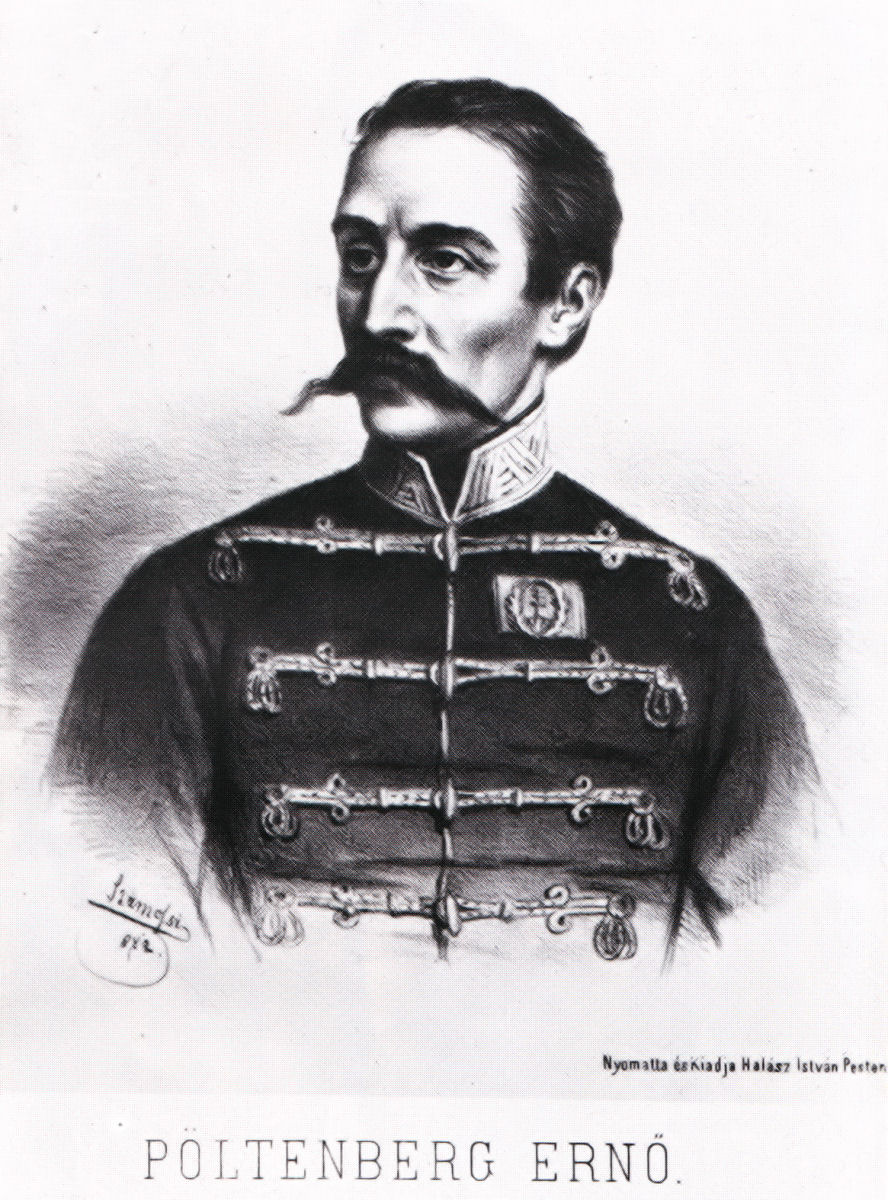
Ernö Pöltenberg

Während Haynau bereits überzeugt war, dass damit die Kämpfe weitgehend ausliefen, sorgte Görgeys Ankunft in der vorderen Schlachtlinie für einen Gegenangriff der Ungarn. Um 16 Uhr Nachmittag entschloss sich Görgey zu einer neuen Kavallerie-Attacke und setzte sich persönlich an die Spitze der Kavallerie des 7. Korps. Görgey ritt an den Brennpunkt der Schlacht, auf dem Weg traf er Klapka und sandte ihn zur Führung des Angriffes am linken Flügel, während er selbst am rechten Flügel führen sollte. Als Görgeys Reiter Monostori erreichten, war Reischach gerade dabei, seine Positionen zu sichern. Die Mannschaft der ungarischen Brigade Janik hatten sich gegenüber hinter den steilen Abhang der Donau bei Monostori verschanzt. Das ungarische 48. Bataillon unter Major Rakovszky und ein Bataillon des Regiments Don Miguel sollen die verlorenen Forts am Sandberg zurückerobern, was zu neuen schweren Kämpfen führte. Schlick befahl sofort der Brigade Sartori und ein Bataillon der Brigade Bianchi die bedrängten Truppen Reischachs zu verstärken. 
Die Brigade Sartori konnte sich gegen den starken Angriff der Ungarn nicht behaupten, Schlick befahl ihm zusammen mit der Brigade Bianchi über dem Czoncza-Bach nach Ács zurückzugehen. Inzwischen rückte auch Pöltenbergs Infanterie entlang der Straße von Puszta Harkály nach Ács vor. Auf der rechten Flanke Schlicks konnte auch die Brigade Schneider am Ácser-Wald und die Brigade Ludwig in ihrer bisherigen Position nicht standhalten. Am Nachmittag um 17 Uhr werden sowohl die Südostspitze des Ácser-Waldes als auch Puszta-Harkály von den Ungarn genommen.

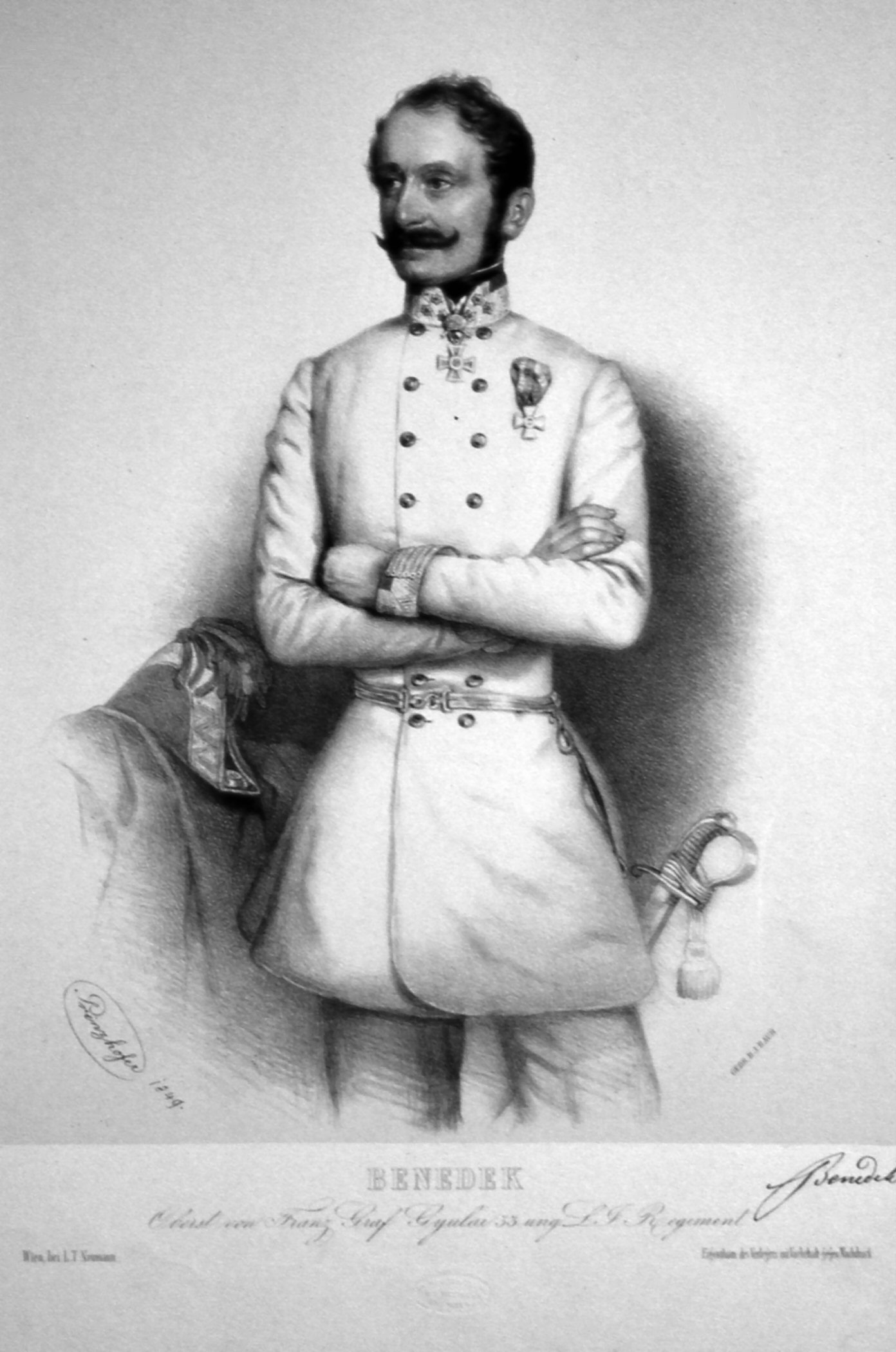
Ludwig Benedek

Schlicks Korps wurde fast vollständig hinter den Czoncza-Bach zurückgedrängt, als die nächste Wendung der Schlacht eintrat. Schlick hatte zu Generalleutnant Panjutin um Hilfe gesandt, der seine Truppen nach Puszta Csem vorrücken ließ, um die Ungarn in die Flanke zu kommen. Pöltenberg führte acht Schwadronen voraus über Harkály nach Ács. Auch das IV. Korps, das zusammen mit der Reiter-Brigade Lederer auf dem Weg nach Mócsa war, wurde auf die angespannte Lage von Schlick aufmerksam und wandte sich ebenfalls auf Harkaly zu. Mit einer Reiter-Brigade bedrohte General Simbschen von Mócsa anreitend die Ungarn im Rücken. Panjutins Truppen eröffneten das Feuer gegen die ungarischen Husaren, was diese dazu zwang, den Kampf mit der feindlichen Kavallerie abzubrechen und sich zurückzuziehen. Die russische Division entwickelte sich auf dem rechten Flügel der Kavallerie von Simbschen. Görgeys Angriffe bestanden jetzt nur hauptsächlich darin, Klapkas anhaltendem Attacke auf Ó-Szőny zu entlasten, indem er die Aufmerksamkeit des Gegners bei Harkály auf sich zog.
Pöltenbergs Infanterie drängte in drei Kolonnen am rechten Flügel weiter vor.
Beim Vorrücken entstand eine Lücke zwischen den zwei angreifenden Kolonnen, welche Görgey und General Pöltenberg anführten. Als Görgey näher an den Gegner kam, stellte er fest, dass sich feindliche Reiterkommandos um den Acser-Wald versammelten um die rechte Flanke des 7. Corps bedrohten. Um letzteren auf diesen Umstand aufmerksam zu machen, schwenkte er seinen Hut, als ihm am Hinterkopf eine fingerbreite Furche geschlagen wurde. Vielleicht unabsichtlich durch einen Säbelhieb seiner eigenen Husaren, die ihn begleiteten.
General Klapka musste das Oberkommando übernehmen. Noch vor Anbruch des Abends wusste jeder Honved, dass General Görgey blutüberströmt den Kampfplatz verlassen hatte. Die Lage wurde von Simbschens schwerer Kavallerie genutzt, die Liechtensteiner Chevaulegers wurden jedoch durch den Ansturm der Husaren gestoppt. Pöltenberg befahl seiner Infanterie den Anfall zu erneuern, jedoch hatte sich inzwischen auch die feindliche Reiterei zurückgezogen.
Inzwischen waren die Divisionen des IV. Korps in Puszta Harkály eingetroffen, das Schicksal der Schlacht war zu diesem Zeitpunkt durch die Kavalleriekämpfe bereits weitgehend entschieden. Pöltenbergs Infanterie drängte in den Acser-Wald ein, rechts entlang der Donau drängten die Truppen unter Rakovszki die Brigade Sartori an der Donau zurück.
Klapka befahl das Eingreifen des 3. Korps unter Leiningen, um einen entscheidenden Angriff zur Rückeroberung des Dorfes Ó-Szőny anzusetzen, wo sich Benedeks Truppen zur Verteidigung eingerichtet hatten. Leiningens Bataillone wurden für den Angriff in zwei Kolonnen formiert, wobei die vordere aus dem 3. Bataillon des 19. Regiments und dem 2. des 52 Regiments, sowie dem 42. und 65. Bataillon formiert waren. Vor Ó-Szőny gab es ein äußerst hartnäckiges Gefecht, die mit dem Rückzug der Truppen Leiningens endete. Leiningen zog sein zweites Treffen nach vorn, doch auch dieser Versuch war vergeblich, da Benedek inzwischen verstärkt worden war. Erst der dritte Angriff gelang, durch einige Kanonen unterstützt, musste zunächst die ungeschützte Reiterei von Simbschen abziehen und Benedeks Infanterie am frühen am Abend das Dorf verlassen und sich auf Mócsa zurückzuziehen.
FML Wohlgemuth erfuhr noch vom Angriff auf Benedek, als die frische Brigade Jablonowski gegen Ó-Szöny aufbrach und auch die Kämpfe bei Harkaly neu entfachte aus. Wohlgemuth sandte dann an Generalmajor Jablonowski den Befehl das Gefecht abzubrechen und sich nach Mocsa zurückzuziehen.
Die einbrechende Dunkelheit beendete die unentschiedenen Kämpfe, welche keine der Parteien für sich entscheiden konnte. Die Ungarn gingen auch die südlichen Forts von Komorn zurück, Haynaus Truppen verschanzten sich an der neuen Linie am Ácser Wald – Puszta Harkaly – Puszta Csem bis Mocsa.

## Folgen
Die Verluste des 12-stündigen Kampfes waren auch bei den Österreichern hoch: 5 Offiziere und 131 Mann waren unter den Toten, 28 Offiziere und 546 Mann waren unter den Verwundeten, 2 Offiziere und 160 Mann wurden vermisst; gesamt 35 Offiziere, 837 Mann und 168 Pferde. Die Russen hatten 4 Tote, 3 Verwundete und 11 Vermisste; damit insgesamt 3 Offiziere und 15 Mann verloren. Der Verlust der Ungarn lagen bei etwa 1500 Mann, davon hatte allein das im Hauptkampf stehende 7. Korps den höchsten Anteil: 20 Offiziere und 286 Mann bei den Toten, 3 Offiziere und 248 Mann waren vermisst, die Verwundeten betrugen 23 Offiziere und 534 Mann.
Bald bereitete Görgeys Anhängern Kossuths Verordnung vom 1. Juli, welche den General des Armeekommandos enthob, eine große Kränkung, eine bedenkliche Gärung griff um sich. General Klapka berief für den 4. Juli einen Kriegsrat ein, bei welcher er sich als Vermittler mit der Regierung auszeichnete. Kossuth erklärte sich auch bereit, den Willen der Armee zu respektieren. Am 5. Juli reiste Klapka zurück nach Komorn und veranlasste Görgey am 6. Juli seine Demission als Kriegsminister einzureichen und dafür an der Spitze der Armee zu bleiben. Nachdem am 11. Juli die Dritte Schlacht bei Komorn verloren ging, zog Görgey mit den Großteil seiner Armee nach Waitzen ab, während zwei Korps unter Klapkas Befehl in der Festung verblieben, die von den Kaiserlichen vollständig eingeschlossen wurde.